# Trecena
| n.º | Trecena         | Deidades aztecas asociadas                    |
| --- | --------------- | --------------------------------------------- |
| 1   | 1 Cipactli      | Tonacatecuhtli                                |
| 2   | 1 Ehécatl       | Quetzalcóatl                                  |
| 3   | 1 Calli         | Tepeyóllotl, Quetzalcóatl                     |
| 4   | 1 Cuetzpallin   | Huehuecóyotl o Macuilxóchitl                  |
| 5   | 1 Cóatl         | Chalchiuhtlicue y Tlazoltéotl                 |
| 6   | 1 Miquiztli     | Tonatiuh y Tecuciztécatl                      |
| 7   | 1 Mazatl        | Tláloc y Chicomecóatl o 4 Ehécatl             |
| 8   | 1 Tochtli       | Mayáhuel y Xochipilli o Cintéotl              |
| 9   | 1 Atl           | Tlahuizcalpantecuhtli o Xiuhtecuhtli          |
| 10  | 1 Itzcuintli    | Mictlantecuhtli                               |
| 11  | 1 Ozomatli      | Patécatl y Cuauhtliocélotl                    |
| 12  | 1 Malinalli     | Itztlacoliuhqui                               |
| 13  | 1 Acatl         | Tezcatlipoca o Uactli y Ixcuina o Tlazoltéotl |
| 14  | 1 Océlotl       | Tlazoltéotl                                   |
| 15  | 1 Cuauhtlil     | Xipe Tótec y Quetzalcóatl                     |
| 16  | 1 Cozcacuauhtli | Itzpapálotl                                   |
| 17  | 1 Ollin         | Xólotl y Tlalchitonatiuh o 4 Ollin            |
| 18  | 1 Técpatl       | Chalchiuhtótotl                               |
| 19  | 1 Quiahuit      | Tonatiuh                                      |
| 20  | 1 Xóchitl       | Xochiquétzal y Tezcatlipoca                   |

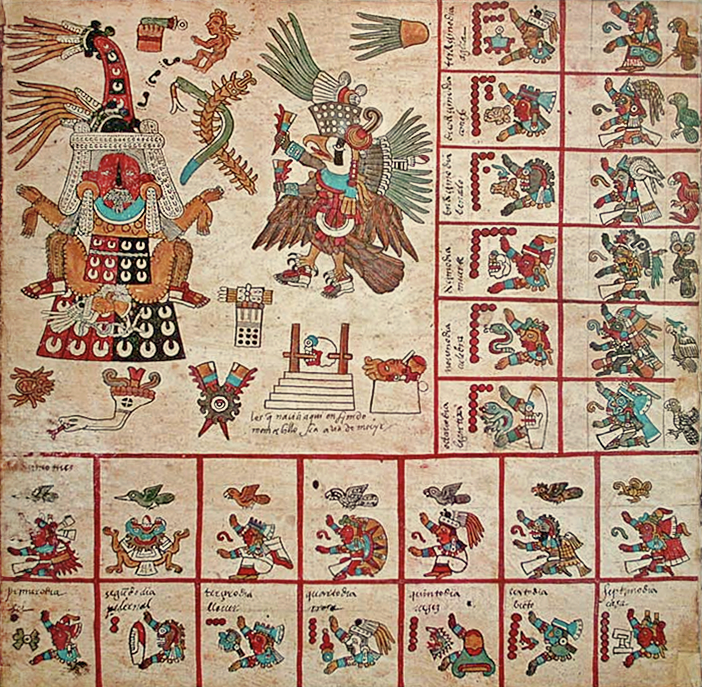
Fotocopia de la página 13 original del Códice Borbónico, que muestra la 13.ª trecena del calendario sagrado azteca.

Como su nombre indica, una trecena es un periodo de 13 días usado en los calendarios mesoamericanos precolombinos, que dividen el calendario (ceremonial) de 260 días en 20 trecenas. Un ejemplo de esto es el tonalpohualli mexica. 
A pesar de ser atribuida sobre todo a los aztecas, la trecena también fue usada en otras calendarios como el de los mayas, zapotecos, mixtecos, olmecas u otros pueblos mesoamericanos.
Muchos de los códices mesoamericanos supervivientes, como el códice Borbónico, son calendarios adivinatorios basados en el año de 260 días en los que cada página representa una trecena.